# 奥谷村 (岐阜県)
奥谷村（おくだにむら）は、かつて岐阜県本巣郡に存在した村である。
現在の本巣市根尾奥谷に該当する。

## 歴史
- 1889年（明治22年）7月1日 - 町村制により奥谷村が発足。
- 1897年（明治30年）4月1日 - 本巣郡板所村・板屋村・上大須村・下大須村・小鹿村・口谷村・松田村と合併し、東根尾村が発足。同日奥谷村廃止。